# Chambre des délégués du Maryland
Capitole de l'État du Maryland, Annapolis
La Chambre des délégués du Maryland (en anglais : Maryland House of Delegates) est la chambre basse de l'Assemblée générale du Maryland, l'organe législatif de l'État américain du Maryland.

## Composition
La Chambre des délégués du Maryland compte 141 membres. Les délégués sont élus pour un mandat de quatre ans au sein des 47 circonscriptions législatives de l'État (legislative districts). Chaque circonscription élit trois délégués. Elles sont parfois divisées en sous-circonscriptions (subdistricts) pour permettre une meilleure représentation des zones rurales.

## Siège
La chambre des délégués du Maryland siège au Capitole situé à Annapolis.

## Présidence
Le speaker préside la Chambre et contrôle l'ordre du jour de celle-ci et des commissions parlementaires. C'est le candidat présenté par le parti majoritaire qui est élu speaker. 
La démocrate Adrienne Jones exerce cette fonction depuis le 7 avril 2019. Elle est la première femme ainsi que la première personne afro-américaine élue à ce poste. 

## Représentation
À l'issue des élections de 2018, le Parti démocrate conserve une majorité au sein de la Chambre avec 99 délégués tandis que le Parti républicain perd 7 sièges et obtient un total de 42 délégués. 
| Affiliation           | Parti     | Parti       | Parti       | Total |        |
| Affiliation           | Démocrate | Republicain | Indépendant | Total | Vacant |
| --------------------- | --------- | ----------- | ----------- | ----- | ------ |
| Affiliation           |           |             |             |       |        |
| législature 2007–2010 | 104       | 36          | 1           | 141   | 0      |
|                       |           |             |             |       |        |
| législature 2011–2014 | 98        | 43          | 0           | 141   | 0      |
|                       |           |             |             |       |        |
| législature 2015–2018 | 91        | 50          | 0           | 141   | 0      |
| législature 2019–2022 | 99        | 42          | 0           | 141   | 0      |